# Lombardi, Ltd.
Lombardi, Ltd. es una película muda de género cómico de 1919. La película es una adaptación de una obra del mismo nombre de 1917, la película fue dirigida por Jack Conway. Warner Baxter hizo una aparición menor no acreditada en la película.

## Trama
La casa con alta costura de Tito Lombardi de la Quinta Avenida se está convirtiendo en un espiral financiero. A través de un inversor de Broadway, conoce y se enamora de una corista que pronto demuestra ser una cazafortunas; su atractiva pero modesta asistente Norah lo ama, pero nunca le ha hecho saber sus sentimientos. Con el dinero de la herencia de un tercero y el ingenio por parte de Norah, la Casa de Lombardi resucita. Por lo que Lombardi y Norah encuentran el amor verdadero juntas.

## Reparto
- Bert Lytell como Tito Lambardi
- Alice Lake como Norah Blake
- Vera Lewis como Mollie
- Juanita Hansen como Phyllis Manning
- George A. McDaniel como Riccardo 'Ricky' Tosello
- Joseph Kilgour como Bob Tarrant
- Thomas Jefferson como James Hodkins
- Thea Talbot como Eloise
- Ann May
- John Steppling como Max Strohan
- Jean Acker como Daisy
- Virginia Caldwell como Yvette
- Golda Madden como Clothilde
- Miss DuPont como Muriel (acreditada como Patricia Hannan)

## Estado de conservación
Una impresión de la película fue donada por MGM y actualmente se conserva en el George Eastman House.